# Ictidomys
Genre
Synonymes
- Spermophilus (Ictidomys) J. A. Allen, 1877 (préféré par BioLib)[2]

Ictidomys est un genre de rongeurs de la famille des Sciuridés et de la sous-famille des Xerinae.

## Liste des espèces
Selon ITIS (25 avril 2017) :
- Ictidomys mexicanus (Erxleben, 1777)
- Ictidomys parvidens (Mearns, 1896)
- Ictidomys tridecemlineatus (Mitchill, 1821)